# Pasuruan
Pasuruan – miasto w Indonezji, na Jawie, nad cieśniną Madura. Administracyjnie położone jest w prowincji Jawa Wschodnia. Znajduje się około 30 km na południe od Surabai. W spisie ludności z 1 maja 2010 roku liczyło 186 262 mieszkańców. 